# ピアノソナタ第29番 (ベートーヴェン)
ピアノソナタ第29番（ピアノソナタだいにじゅうきゅうばん）変ロ長調 作品106は、ルートヴィヒ・ヴァン・ベートーヴェンが作曲したピアノソナタ。全10曲ある4楽章制ピアノソナタの最後を飾る大曲である。『ハンマークラヴィーア Hammerklavier』という通称により広く親しまれている。

## 概要
第28番のピアノソナタを書き上げてからのベートーヴェンは、甥カールの親権争いなど音楽以外のトラブルに頭を悩ませることが多くなっていた。しかし、創作活動が一見停滞したかのように見えたこの時期にも音楽への情熱は作曲者の内で結晶化を続け、このソナタや続く『ミサ・ソレムニス』や交響曲第9番として開花していく。
この楽曲の作曲に取り掛かったのは1817年11月のことで、翌1818年初頭に第2楽章までが仕上がり、夏季を過ごしたメートリンクで後半楽章もおおよそ形になっていたものと思われる。1819年3月までには浄書を含めて完成しており、同年9月に出版されてルドルフ大公に献呈された。
この曲が『ハンマークラヴィーア』と通称されるのは、ベートーヴェンがシュタイナー社へ宛てた手紙の中で第28番以降のピアノソナタに「ピアノフォルテ」に代わりドイツ語表記で「ハンマークラヴィーアのための大ソナタ」（Große Sonate für das Hammerklavier）と記すように指定したことに由来する。ところがその後、この曲だけが『ハンマークラヴィーア』と呼びならわされるようになった。なお、この曲の自筆譜は散逸してしまっており、初版及び現存するスケッチを基に研究が進められている。

## 演奏時間
約38分 - 50分。原典版のメトロノーム通りに弾いた演奏は、ヴァルター・ギーゼキングとユルク・ヴィッテンバッハの音源がある。イシュトヴァーン・アンタルも38分で演奏しており、マリヤ・ユーディナも繰り返しありで総演奏時間40分を切っている。マウリツィオ・ポリーニによる2021年の再録音は38分13秒であった。

## 楽曲構成

### 第1楽章
Allegro 2/2拍子 変ロ長調
ソナタ形式。ベートーヴェンはこのピアノソナタにのみメトロノーム記号を書き入れている。しかし、第1楽章に指定された（ = 138）という速度は極めて速く、エトヴィン・フィッシャーはこれを誤った指示であると断じた。曲は序奏を置かず、第1主題の提示に始まる。第1主題の前段（譜例1）はかつてない壮大さを備えたもので、後段（譜例2）は対照的に穏やかな性格を有している。アンドラーシュ・シフらは曲全体を統一する構成原理として、3度音程及びその拡大である10度音程の存在を指摘している。
譜例1
譜例2
譜例1が再び顔をのぞかせると8分音符が主体の経過句となり、滑らかな推移の中でト長調の第2主題が出される（譜例3）。
譜例3
続く結尾句は多くの素材を内包する規模の大きなもので、中でもカンタービレと指定された譜例4のフレーズはその後も重要な役割を果たすことになる。
譜例4
譜例4が長いトリルを従えて繰り返され、歯切れのよいコデッタで提示部を終えると反復記号で提示部冒頭に戻る。提示部の結尾を受け継ぎながら開始される展開部は、まもなく第1主題による4声のフガートとなる。大きく盛り上がると譜例4が現れるが、再び現れた譜例1によるフガート風の動きに導かれて再現部へと至る。第1主題に続いて第2主題も変ロ長調に再現され、拡大された結尾がクライマックスを形成したところで譜例4が挿入されてコーダへと接続される。譜例1を基にしたコーダはめまぐるしくダイナミクスを変化させながら進められ、最後は強奏で楽章を締めくくる。

### 第2楽章
Assai vivace 3/4拍子 変ロ長調
三部形式。作曲者がピアノソナタのために書いた最後のスケルツォ楽章である。譜例5に始まり1オクターブ上で繰り返すと、さらに譜例5に基づく楽節が2回奏される。
譜例5
中間部は英雄交響曲の冒頭主題を想起させる譜例6からなり、カノン風に扱われる。
譜例6
中間部の後に据えられた間奏では拍子を2/4拍子に転じてプレストとなり、さらにプレスティッシモによるスケールで広い音域を一気に駆け上がって緊張感を高めるが、3/4拍子に戻って譜例5が再現される。終わり近くに2/2拍子となりプレストでロ音を連打したかと思うと、最後は元の拍子、テンポに戻って弱音であっさりと楽章を終える。

### 第3楽章
Adagio sostenuto 6/8拍子 嬰ヘ短調
ソナタ形式。深い内容を湛えた大規模な緩徐楽章。譜例7に示される冒頭の1小節は、1818年12月にアルタリアにメモという形で付け足しを依頼したもので、1819年4月16日に作曲者がロンドンで楽譜の印刷を行っていたフェルディナント・リースに書簡で言及している。メトロノームによる速度指定もこの時行われ、第3楽章には（ = 92）というテンポが定められた。
譜例7
一瞬高音部からト長調が聴こえる印象的なエピソードを繰り返し、弱音ペダルを外して経過句に移行する。譜例8の第2主題はまずニ長調で低声に出され、声部を行き来しながら歌われる。
譜例8
第2主題が細かな音符の流れと共に発展してクライマックスを形成すると、落ち着きを取り戻して展開部へ入る。主に第1主題を扱う展開部の規模は大きなものではなく、その終わりに置かれた32分音符の音型に溶け込ませるように第1主題と続くエピソードが再現される。第2主題は嬰ヘ長調で再現され、盛り上がりが静まってコーダとなる。第2主題から始まるコーダは次第に高まって強奏に至るが、第1主題が落ち着いた表情でこれに取って代わり、最後は安らぎの中に長大な楽章を結んでいる。

### 第4楽章
Largo 4/4拍子 - Allegro risoluto 3/4拍子 変ロ長調
幻想曲風の序奏が置かれる（譜例9）。間にラルゴの楽想を挟みつつ、ウン・ポコ・ピウ・ヴィヴァーチェの音階的な部分、アレグロの活発な動きが現れて序奏部を形成する。最後はプレスティッシモとなり、アレグロ・リゾルートの主部へ移行する。
譜例9
5小節の導入から決然とフーガの主題が提示される（譜例10）。開始部分には「幾分自由な3声のフーガ」（Fuga a tre voci, con alcune licenze.）との書き込みが見られる。10度の跳躍に始まる譜例10はフーガの主題としては比較的規模の大きなものである。自由ながらもフーガに用いられるあらゆる技法を駆使して書かれており、非常にアカデミックな趣を呈している。
譜例10
まず、ソプラノで調性的応答が行われ、続いてバスに主題が出されて3声となる。間奏部を経た後、変ニ長調で主題が出されて2つ目のフーガが展開される。変ト長調に移ると譜例11の軽やかなエピソードが現れる。
譜例11
譜例11が展開されていくが、その中途に譜例12に示されるフーガ主題の拡大形が姿を現す。1拍ごとにスフォルツァンドが付され、重々しく強調されると譜例12の冒頭部分の反行形も顔をのぞかせるが、間もなく譜例11による軽やかな推移に戻っていく。
譜例12
次に出される譜例13は譜例10の逆行形で、譜例10を前後逆にした形となっている。これに対する応答がソプラノ、バスに順次出されて3つ目のフーガを形成する。展開が進められていく過程では、さらに譜例13の一部を反行形にしたものが元の音型と組み合わされる。
譜例13
一度バスに譜例10が出された後、ソプラノに主題の反行が出される（譜例14）。これに対する応答がテノール、バスで行われ、主題の冒頭部分の10度跳躍とトリルの組み合わせが原形およびその反行の間でせわしなく切り替わり、緊張が頂点に達したところで1小節の全休止が挿入される。
譜例14
全休止の静寂を破る譜例15はニ長調で穏やかな表情を持つ新しい素材である。この主題もやはり3声で奏され、束の間の落ち着きを生み出す。
譜例15
譜例10の短縮形が回帰するが、これは譜例15と組み合わされることによって2重フーガを形作る。譜例15がオルガンのように低音部で鳴り響くと、主題の原形（譜例10）と反行形（譜例14）が1拍ずらして奏されるストレッタとなる。その後、しばらく主題に基づく展開が進められていき、頂点でテノールに応答形の主題が再現される。バスにも出される譜例10はソプラノに反行形を伴い、次々と応答が行われていくと低音部のトリルの上に広い音域のアルペッジョが出されて収拾をつける。コーダとなり、引き続き鳴り続ける低音でのトリルの上に楽章中の多数の素材が回想された後、ポーコ・アダージョとなる。元のテンポへ戻ると最後の頂点を築き、和音の強打によって全曲に幕を下ろす。

## 逸話
高度で膨大な内容を有し、ピアノの持つ表現能力を極限まで追求している。演奏効果も高いため、国際ピアノコンクールの予選ですら、全楽章を持ってくるピアニストもいる。その技術的要求があまりに高すぎたため、出版当時のピアニストには演奏は極めて至難であった。ベートーヴェン自身も「私の死後50年を経ても演奏は至難だろう」とその難度を述べている。現実には、作曲後20数年でクララ・シューマンやフランツ・リストがレパートリー化して各地で演奏した。また、ブラームスは自身のピアノソナタハ長調の中で第1楽章同士に酷似した開始をさせている。
この曲を弟子のフェルディナント・リースが出版するとき、ベートーヴェンから1通の手紙が届く。受け取ったその手紙には、第3楽章 Adagio の最初にA-Cisの2つの音符を加えるようにとの指示があった。リースは回想している。「正直に言って、先生は頭がどうかしたのではないかと疑った。これほどまでに徹底的に考え抜かれ、半年も前に完成している大作に、たった2つの音符を送って来るとは。…しかし、この音符がどれほどの効果をもたらすかを知った時、私はさらに増して驚嘆した。」
フェリックス・ワインガルトナーは、1926年に管弦楽用の編曲を行って録音（1930年）も残している。グレン・グールドはインタビューの中で「鏡に映すと右手と左手がそっくり一緒になるパッセージが第4楽章にあり、確実に意図的だ」という指摘を示した。
なお、スヴャトスラフ・リヒテルの公演で演奏されたハンマークラヴィーアをもとに作曲されたピアノ作品に、マイケル・フィニスィーの「ハンマークラヴィーア」がある。

## 曲とピアノの発達について
この曲の成立には当時ベートーヴェン所有の2つのピアノが大きく関係している。すなわち、F1～f4（ドイツ表記、以下同様）の音域を持つシュトライヒャーとC1～c4の音域を持つブロードウッドのピアノの音域が楽章によってそのまま反映されている点が特徴的で、具体的には第1楽章～第3楽章はシュトライヒャーで作曲され、第4楽章はブロードウッドで作曲されていると考えられている。言い方を変えれば、作曲当時のベートーヴェンの演奏環境では第1楽章～第3楽章はシュトライヒャーでなければ高音域が演奏できないし、第4楽章はブロードウッドでしか低音が演奏できない状態であった。しかも、第4楽章114～115小節目には、実際に楽譜には書かれてはいないがブロードウッド最低音のC1よりも更に低いB2を示唆している箇所さえある（このB2を実際に弾く演奏者もいる）。
事実、第3楽章を作曲中の時期にブロードウッドを手に入れた経緯があったとは言え、何故この様な形で完成となったのか詳しい理由は不明であるが、ベートーヴェンの時代はピアノを含め様々な楽器の改良・発展が盛んであった為、全楽章を一台で弾く事のできるピアノの登場はそう遠くなく実現するだろうと予測しての事であるとの見方が一般的である。加えて、作曲当時はベートーヴェン本人以外にこの曲を弾ける人間がおらず、上記の様に「私の死後50年を経ても演奏は至難だろう」と語っていた事から考えても、あまり作曲当時の演奏環境にこだわらなかったものとも考えられる。「このソナタは押しつめられた状況下で書かれました。なぜなら殆どパンのために書くのは辛いことだからです」と本人の証言が残っており、時間がなかったことが一因とみられている。
また、第3楽章に関してシュトライヒャーではなくブロードウッドの為に書かれたと言う文献を目にする事があるが、第3楽章にはブロードウッドでは演奏不可能な高音のcis4が存在する事と、高音域に関してはベートーヴェンは演奏不可能な音符をピアノ独奏曲の場合書かない為、ブロードウッドの為に書かれたという説はそのままでは信用し難い。ただし、先にも記した様にベートーヴェンは第3楽章の作曲の途中時期に低音をC1まで演奏できるブロードウッドを入手しており、その影響かどうかは判らないが63小節目にはシュトライヒャーでは演奏が不可能な低音のD1が大抵の版に存在している事も混乱を助長している。もっとも、このD1は初版にはなく、該当箇所にはD2の下に「8」と読める文字があることから、通例として1オクターブ下のD1を追加しているものと考えられるが、ベートーヴェンにしては珍しい指定方法である。またウナ・コルダ・ペダルの細かな使用指定が第3楽章では顕著に見られる。菅原修一は、第3楽章に追加された第1小節とウナ・コルダの指示、結尾部の指定、ブロードウッドでは全ての音域に3つの弦が使用されており3種のソフトペダルの指示によって響きが変わることなどから、第3楽章以降はブロードウッドのために書いたと結論付けている。
なお、第1番からこの曲の第3楽章までのベートーヴェンのピアノソナタには、作曲当時のピアノでは演奏不可能であった低音（主にC1～E1）あるいは高音を校訂者によって所々補強されている事があり、Peters版などはその傾向が顕著であるが、近年の原典版はベートーヴェンの意思を尊重して全てカットされている。実際の演奏に即してこれらの補強低音を弾くかどうかはシューベルトの場合と同様、演奏者の判断に委ねられる。また、この曲の第4楽章以降に作曲されたベートーヴェンのピアノ曲は基本的にブロードウッドを想定して書かれている。